# Michael Grünberger (Rechtswissenschaftler)
Michael Grünberger (* 1974 in Bozen) ist ein deutsch-italienischer Rechtswissenschaftler und Präsident der Bucerius Law School in Hamburg.

## Werdegang
Nach dem Abitur 1993 folgte ein Studium der Rechtswissenschaft an der Universität zu Köln. Zwischen dem ersten juristischen Staatsexamen 1999 und dem zweiten juristischen Staatsexamen 2002 war er wissenschaftlicher Mitarbeiter am Seminar für Deutsches Recht und Rechtsreferendar, unter anderem am Oberlandesgericht Köln. Es erfolgte der Master of Law (LL.M.) an der New York University School of Law und die Promotion (Das Interpretenrecht). Von 2005 bis 2011 war Grünberger wissenschaftlicher Mitarbeiter am Institut für Gewerblichen Rechtsschutz der Universität zu Köln. Im Sommersemester 2011 erfolgte die Habilitation an der Universität zu Köln.
Im Jahre 2012 wechselte Grünberger als Professor an die rechtswissenschaftliche Fakultät der Universität Bayreuth, zunächst als Lehrstuhlvertreter an den Lehrstuhl für Bürgerliches Recht, Wirtschafts- und Technikrecht. Von November 2012 bis September 2023 war Grünberger Lehrstuhlinhaber des obig genannten Lehrstuhls. Seit 1. Oktober 2023 ist Grünberger Präsident der Bucerius Law School in Hamburg. Er ist dort gleichzeitig Inhaber der Claussen-Simon-Stiftungsprofessur für Privatrecht und responsive Rechtswissenschaft.
Als responsive Rechtswissenschaft bezeichnet er im Rückgriff auf Philippe Nonet und Philip Selznick einen Zugang zum Recht, der soziologisch informiert, rechtstheoretisch fundiert und folgenorientiert ist. Dadurch soll das Recht befähigt werden, die sich ständig verändernden gesellschaftlichen Realitäten zu verarbeiten und damit neue Lösungen zu finden. Damit greift er die Praxis der juristischen Arbeit in Regulierungsbehörden auf, die diese Fragestellungen täglich bearbeiten.
Grünberger ist geschäftsführender Direktor des Münchner Instituts für Urheberrecht und Medienrecht und Chefredakteur der dort erscheinenden Zeitschrift für Urheber- und Medienrecht.

## Veröffentlichungen (Auszug)
- Warum der Stadionverbots-Beschluss weit mehr ist als nur Common Sense; Grünberger, Michael. - Berlin : Fachinformationsdienst für internationale und interdisziplinäre Rechtsforschung Staatsbibliothek zu Berlin - Preußischer Kulturbesitz, 2018
- Personale Gleichheit; Grünberger, Michael. - Baden-Baden : Nomos-Verl.-Ges., 2013
- Das Interpretenrecht; Grünberger, Michael. - Köln : Heymann, 2006